# Skivelav-ordenen
Skivelav-ordenen rummer mange familier. Her nævnes kun dem, som kan have almen interesse:
- Familie: Bægerlav-familien (Cladoniacea)
- Familie: Skivelav-familien (Lecidaceae)
- Familie: Skållav-familien (Parmeliaceae)
- Familie: Grenlav-familien (Ramalinaceae)
- Familie: Korallav-familien (Stereocaulaceae)

Ca. 97-98% af lav indeholdes i Skivelav-ordenen.